# London Review of Books
London Review of Books (LRB, «Лондонское книжное обозрение») —  британский журнал  литературной критики и  эссеистики, выходящий раз в две недели в Лондоне. Имеет наибольшее количество подписчиков среди литературных журналов Европы.

## История
Журнал был основан в 1979 году Мэри Кей Уилмерс, Сюзанной Клэпп и Карлом Миллером после приостановки работы «Times Literary Supplement», литературного приложения к  газеты «Times». В течение полугода выходил как вставка к «New York Review of Books», а в мае 1980 года журнал стал независимым изданием.
В мае 2003 года журнал открыл в Лондоне (районе Блумсбери) собственный  книжный магазин, а в ноябре 2007 года — кафе. В магазине регулярно проводятся презентации книжных новинок, отбывают происходят встречи с писателями и литературные и поэтические чтения.

## Содержание
Каждый номер содержит до 15 длинных рецензий, статей и  эссе (на 5-10 тысяч слов), написанных ведущими специалистами — университетскими преподавателями, философами, писателями, историками, журналистами. Рецензия может быть посвящена нескольким книгам. В дополнение к книжным рецензий журнал содержит небольшие обзоры кино и художественных событий, публикует письма читателей, объявления литературных агентств и издательств и т.д. Все материалы доступны на официальном сайте издания.

## Авторы
Среди известных авторов «London Review of Books» — писатели Мартин Эмис и Колм Тойбин, писательница Сьюзен Зонтаг, политический писатель Тарик Али, драматург Алан Беннет, литературоведы Реймонд Уильямс и Терри Иглтон, философ Славой Жижек, журналист Нил Ашерсон, психолингвист Джерри Фодор, историки Эрик Хобсбаум, Шейла Фицпатрик, Тони Джадт, Бенедикт и Перри Андерсоны.

## Критика
"Лондонское книжное обозрение" печально известно своей левой политикой", - жаловался Нил Фергюсон: "Тем не менее, когда-то этот журнал имел репутацию интеллектуальной честности и серьезной учености".